# بيتر نولز
بيتر نولز (بالإنجليزية: Peter Knowles)‏ (30 سبتمبر 1945 في الولايات المتحدة - ) هو لاعب كرة قدم بريطاني في مركز الهجوم. لعب مع وولفرهامبتون واندررز ولوس أنجلوس وولفز وكانزاس سيتي سبورز ‏.

## وصلات خارجية
- بيتر نولز على موقع قاعدة بيانات كرة القدم.إي يو (الإنجليزية)
- بيتر نولز على موقع عالم كرة القدم.نت (الإنجليزية)